# 纳塔莉亚·罗戈娃
纳塔莉亚·罗戈娃（俄语：Наталья Рогова，1995年5月29日—），俄羅斯女子羽毛球運動員。

## 簡歷
2017年5月，纳塔莉亚·罗戈娃出戰斯洛文尼亞羽毛球國際賽，與奥尔佳·阿尔汉格尔斯卡亚合作贏得女子雙打冠軍。

## 主要比賽成績
只列出曾進入準決賽的國際賽事成績：
| 年份   | 賽事                   | 公開賽級別 | 項目     | 拍檔                    | 成績   |
| ------ | ---------------------- | ---------- | -------- | ----------------------- | ------ |
| 2012年 | 土耳其羽毛球國際賽     | 國際系列賽 | 女子雙打 | 奥尔佳·莫罗佐娃         | 準決賽 |
| 2017年 | 芬蘭羽毛球公開賽       | 國際挑戰賽 | 混合雙打 | 安德雷·帕拉霍金         | 準決賽 |
| 2017年 | 斯洛文尼亞羽毛球國際賽 | 國際系列賽 | 女子雙打 | 奥尔佳·阿尔汉格尔斯卡亚 | 冠軍   |
| 2017年 | 拉脫維亞羽毛球國際賽   | 未來系列賽 | 女子雙打 | 奥尔佳·阿尔汉格尔斯卡亚 | 冠軍   |
| 2017年 | 俄羅斯羽毛球大獎賽     | 大獎賽     | 混合雙打 | 安德雷·帕拉霍金         | 準決賽 |

| 2007-2017年 | 首要超級賽 | 超級賽 | 黃金大獎賽 | 大獎賽 | 國際挑戰賽 | 國際系列賽 | 未來系列賽 | 其他 |

| 2018-2026年 | 總決賽 | 超級1000賽 | 超級750賽 | 超級500賽 | 超級300賽 | 超級100賽 | 國際挑戰賽 | 國際系列賽 | 未來系列賽 | 其他 |